# Yunus Öztürk
Yunus Öztürk (* 18. Januar 1997 in Kocasinan) ist ein türkischer Fußballspieler.

## Karriere
Öztürk begann 2008 in der Jugend von Kayseri Erciyesspor mit dem Vereinsfußball.
Zur Saison 2015/16 wurde er erstmals am Training der Profimannschaft beteiligt und gab schließlich am 14. August 2015 in der Ligapartie gegen Boluspor sein Profidebüt. Am Saisonanfang hatte Öztürk auch von seinem Klub auch einen Profivertrag erhalten.

## Erfolge
Mit Manisa Büyükşehir Belediyespor
- Play-off-Sieger der TFF 3. Lig und Aufstieg in die TFF 2. Lig: 2017/18